# Marcel Olinescu
Marcel Olinescu (Dorohoi, 17 de setembro de 1896 — ?, 15 de fevereiro de 1992) foi um gravador romeno. 

## Biografia
Nascido em Dorohoi, seu pai Teofil era um professor de alemão que veio de Hliboka ( Adâncata ) na Bukovina governada pela Áustria. Sua mãe, Terezia (née Kernbach), veio de uma família de médicos alemães. Ele frequentou a escola primária em sua cidade natal, seguido pelo ginásio em Pomârla de 1907 a 1911. Entre 1919 e 1921, frequentou a Academia de Belas Artes de Iași, seguida pela Escola Nacional de Belas Artes de Bucareste, de 1921 a 1923. Lá, um de seus professores foi Dimitrie Paciurea . Após sua graduação, ele encontrou um emprego na Brad, na área de Țara Moților da Transilvânia, como professor de caligrafia e desenho. Passando três anos lá, Olinescu ficou fascinado pelo estilo de vida local, produzindo dez gravuras centradas na indústria local de mineração de ouro. Ele também desenhou retratos de líderes da Revolução da Transilvânia de 1848, após pinturas anteriores de Barbu Iscovescu. Em 1925, junto com Dumitru Ghiață, ele hospedou uma exposição de sua obra Țara Moților no Ateneu Romeno, também publicando um álbum.
Em 1926, Olinescu foi para Botoșani para ensinar na AT Laurian High School . No ano seguinte, fixou residência em Arad, onde lecionou desenho no colégio comercial masculino. De 1933 a 1937, ele editou o jornal local Știrea, enquanto em 1931, ele co-fundou uma sociedade artística em Arad. Junto com outros membros, entre eles Gheorghe Ciuhandu, ele editou a revista literária e cultural Hotarul, em 24 páginas, que apareceu pela primeira vez em 1933. A partir de outubro de 1934, ele também editou Duh, revista voltada para arte, crítica literária e filosofia. Ele trabalhou nas equipes de pesquisa sociológica de Dimitrie Gusti.
Esculpindo em uma oficina improvisada no pátio de sua escola, executou bustos do pedagogo local Petre Pipoș e de um jornalista de Știrea . Ele também produziu um busto do revolucionário Crișan de 1784, após uma pintura a óleo contemporânea; este foi colocado em Vaca, a aldeia natal do revolucionário. Enquanto estava em Arad, ele publicou um volume de versos.  Ele deixou a cidade em 1937, ensinando em Bucareste entre aquele ano e 1958.  Olinescu participou de exposições de desenho com a sociedade Grupul Grafic em 1940, 1943 e 1946.  Sua exposição mais abrangente aconteceu em 1977 no Ateneu Romeno; este apresentava um grande número de gravuras. Os livros que ilustrou incluem Din țara moților (1925), Botoșanii care se duc (1927), Miorița (1940), Mitologia românească (1944), Târgoviște de ieri și de azi (1976) e Peisaje (1983). Hoje, 52 obras de Olinescu são mantidas pelo Museu da Civilização Dácia e Romana em Deva. A maioria são xilogravuras; o restante, Linoleogravuras.